# Festival de Sanremo 2020
La 70e édition du Festival de Sanremo se tient au Théâtre Ariston de la ville de Sanremo du 4 au 8 février 2020. Il est présenté par Amadeus, Fiorello, Tiziano Ferro en collaboration avec divers invités lors des différentes soirées. Les 4 et 8 février 2020 c'est Diletta Leotta qui co-présente avec Amadeus les soirées d'ouverture et de clôture. 
Cette édition voir le retour de la section Nuove Proposte au Festival principal après une année d'absence en 2019.
Le gagnant de la catégorie Campioni possède, selon le règlement, le droit de préemption pour représenter l'Italie au Concours Eurovision de la chanson 2020.
La catégorie Nuove Proposte est remportée le 7 février par Leo Gassman et sa chanson Vai bene così. La catégorie Campioni est remportée par Diodato avec sa chanson Fai rumore dans la nuit du 8 au 9 février.

## Participants

### Campioni
| Artiste                   | Chanson                      | Auteur(s)                                                                |
| ------------------------- | ---------------------------- | ------------------------------------------------------------------------ |
| Achille Lauro             | Me ne frego                  | A. Lauro, D. Petrella, D. Dezi, D. Mungai, M. Ciceroni et E. Manozzi     |
| Alberto Urso              | Il sole ad est               | P. Romitelli et G. Pulli                                                 |
| Anastasio                 | Rosso di rabbia              | Anastasio, L. Serventi, M. Azara et S. Tartaglini                        |
| Bugo et Morgan            | Sincero                      | Bugo, Morgan, A. Bonomo et S. Bertolotti                                 |
| Diodato                   | Fai rumore                   | Diodato et E. Roberts                                                    |
| Elettra Lamborghini       | Musica (e il resto scompare) | M. Canova Iorfida et D. Petrella                                         |
| Elodie                    | Andromeda                    | Mahmood et Dardust                                                       |
| Enrico Nigiotti           | Baciami adesso               | E. Nigiotti                                                              |
| Francesco Gabbani         | Viceversa                    | F. Gabbani et Pacifico                                                   |
| Giordana Angi             | Come mia madre               | G. Angi et M. Finotti                                                    |
| Irene Grandi              | Finalmente io                | V. Rossi, R. Casini, A. Righi et G. Curreri                              |
| Junior Cally              | No grazie                    | A. Signore, J. Ettorre, F. Mercuri, G. Cremona, E. Maimone, L. Grillotti |
| Le Vibrazioni             | Dov'è                        | R. Casalino, D. Simonetta et F. Sarcina                                  |
| Levante                   | Tikibombom                   | Levante                                                                  |
| Marco Masini              | Il confronto                 | M. Masini, F. Camba et D. Coro                                           |
| Michele Zarrillo          | Nell'estasi o nel fango      | V. Parisse et M. Zarrillo                                                |
| Paolo Jannacci            | Voglio parlarti adesso       | E. Bassi, M. Bassi, A. Bonomo et P. Jannacci                             |
| Piero Pelù                | Gigante                      | P. Pelù et L. Chiaravalli                                                |
| Pinguini Tattici Nucleari | Ringo Starr                  | R. Zanotti                                                               |
| Rancore                   | Eden                         | T. Iurcich et D. Faini                                                   |
| Raphael Gualazzi          | Carioca                      | R. Gualazzi, D. Petrella et D. Pavanello                                 |
| Riki                      | Lo sappiamo entrambi         | Riki et R. Scirè                                                         |
| Rita Pavone               | Niente (Resilienza 74)       | G. Merk                                                                  |
| Tosca                     | Ho amato tutto               | P. Cantarelli                                                            |

### Nuove Proposte
| Artiste                      | Chanson              | Auteur(s)                                                     |
| ---------------------------- | -------------------- | ------------------------------------------------------------- |
| Eugenio in Via Di Gioia      | Tsunami              | E. Cesaro, L. Federici, E. Via, P. Di Gioia et Dardust        |
| Fadi                         | Due noi              | Fadi et A. Filippelli                                         |
| Fasma                        | Per sentirmi vivo    | T. Fazioli et L. Zammarano                                    |
| Gabriella Martinelli et Lula | Il gigante d'acciaio | G. Martinelli, L. Di Fiandra et P. Mazziotti                  |
| Leo Gassmann                 | Vai bene così        | L. Gassmann et M. Costanzo                                    |
| Marco Sentieri               | Billy Blu            | G. Artegiani                                                  |
| Matteo Faustini              | Nel bene e nel male  | M. Faustini et M. Rettani                                     |
| Tecla                        | 8 Marzo              | P. Romitelli, R. Di Benedetto, E. Munda, R. Canale et M. Vito |

## Soirées

### Première soirée

#### Campioni
Lors de cette première soirée, les douze premières chansons de la catégorie Campioni sont interprétées. Un premier vote a également lieu, composé intégralement du jury démoscopique. Un classement général des vingt-quatre artistes est publié après la deuxième soirée.
| Ordre | Artiste          | Chanson                | Vote 1re soirée | Classement général |
| Ordre | Artiste          | Chanson                | Place           | Place              |
| ----- | ---------------- | ---------------------- | --------------- | ------------------ |
| 1     | Irene Grandi     | Finalmente io          | 4               | 7                  |
| 2     | Marco Masini     | Il confronto           | 5               | 11                 |
| 3     | Rita Pavone      | Niente (Resilienza 74) | 10              | 19                 |
| 4     | Achille Lauro    | Me ne frego            | 9               | 17                 |
| 5     | Diodato          | Fai rumore             | 3               | 6                  |
| 6     | Le Vibrazioni    | Dov'è                  | 1               | 2                  |
| 7     | Anastasio        | Rosso di rabbia        | 8               | 15                 |
| 8     | Elodie           | Andromeda              | 2               | 5                  |
| 9     | Bugo et Morgan   | Sincero                | 12              | 23                 |
| 10    | Alberto Urso     | Il sole ad est         | 6               | 12                 |
| 11    | Riki             | Lo sappiamo entrambi   | 11              | 20                 |
| 12    | Raphael Gualazzi | Carioca                | 7               | 14                 |

#### Nuove Proposte
Quatre des huit artistes de la catégorie Nuove Proposte interprètent leur chanson lors de cette soirée, répartis en deux duels. Le système de vote est identique à celui des Campioni. Les vainqueurs de chaque duels se qualifient pour la demi-finale de la catégorie lors de la quatrième soirée.
- Chanson qualifiée pour la demi-finale

| Duel | Artiste                 | Chanson       | Vote              |
| Duel | Artiste                 | Chanson       | Jury démoscopique |
| ---- | ----------------------- | ------------- | ----------------- |
| I    | Eugenio in Via Di Gioia | Tsunami       | 49,4 %            |
| I    | Tecla                   | 8 Marzo       | 50,6 %            |
| II   | Fadi                    | Due noi       | 46,0 %            |
| II   | Leo Gassmann            | Vai bene così | 54,0 %            |

### Deuxième soirée

#### Campioni
Lors de cette deuxième soirée, les douze autres artistes de la catégorie Campioni interprètent leur chanson. Le système de vote est exactement identique à celui utilisé lors de la première soirée. Un classement général des vingt-quatre artistes est publié après cette soirée.
| Ordre | Artiste                   | Chanson                      | Vote 2e soirée | Classement général |
| Ordre | Artiste                   | Chanson                      | Place          | Place              |
| ----- | ------------------------- | ---------------------------- | -------------- | ------------------ |
| 1     | Piero Pelù                | Gigante                      | 2              | 3                  |
| 2     | Elettra Lamborghini       | Musica (e il resto scompare) | 10             | 21                 |
| 3     | Enrico Nigiotti           | Baciami adesso               | 9              | 18                 |
| 4     | Levante                   | Tikibombom                   | 6              | 10                 |
| 5     | Pinguini Tattici Nucleari | Ringo Starr                  | 3              | 4                  |
| 6     | Tosca                     | Ho amato tutto               | 4              | 8                  |
| 7     | Francesco Gabbani         | Viceversa                    | 1              | 1                  |
| 8     | Paolo Jannacci            | Voglio parlarti adesso       | 8              | 16                 |
| 9     | Rancore                   | Eden                         | 11             | 22                 |
| 10    | Junior Cally              | No grazie                    | 12             | 24                 |
| 11    | Giordana Angi             | Come mia madre               | 7              | 13                 |
| 12    | Michele Zarrillo          | Nell'estasi o nel fango      | 5              | 9                  |

#### Nuove Proposte
Les quatre autres artistes de la catégorie Nuove Proposte, également répartis en deux duels, interprètent leur chanson lors de cette soirée. Le système de vote est identique à celui avec les Campioni.
- Qualifiés pour la demi-finale

| Duel | Artiste                      | Chanson              | Vote              |
| Duel | Artiste                      | Chanson              | Jury démoscopique |
| ---- | ---------------------------- | -------------------- | ----------------- |
| I    | Gabriella Martinelli et Lula | Il gigante d'acciaio | 49 %              |
| I    | Fasma                        | Per sentirmi vivo    | 51 %              |
| II   | Marco Sentieri               | Billy Blu            | 52 %              |
| II   | Matteo Faustini              | Nel bene e nel male  | 48 %              |

### Troisième soirée –Sanremo 70
Pendant cette soirée, intitulée Sanremo 70, les vingt-quatre artistes interprètent une cover de chansons classiques du Festival de Sanremo, en retraçant ainsi l'histoire. Les artistes choisissent également s'ils souhaitent chanter seuls ou avec un invité. Pour cette soirée, ce sont les musiciens et choristes membres de l'orchestre du Festival qui votent. Le vote de la 3e soirée est cumulé aux votes des soirées précédentes pour donner un classement général.
| Ordre | Artiste                   | Invité                                  | Chanson (artiste original - année)                                          | Vote 3e soirée | Classement général |
| Ordre | Artiste                   | Invité                                  | Chanson (artiste original - année)                                          | Place          | Place              |
| ----- | ------------------------- | --------------------------------------- | --------------------------------------------------------------------------- | -------------- | ------------------ |
| 1     | Michele Zarrillo          | Fausto Leali                            | Deborah (Fausto Leali et Wilson Pickett - 1968)                             | 15             | 10                 |
| 2     | Junior Cally              | Viito                                   | Vado al massimo (Vasco Rossi - 1982)                                        | 21             | 23                 |
| 3     | Marco Masini              | Arisa                                   | Vacanze romane (it) (Matia Bazar - 1983)                                    | 10             | 8                  |
| 4     | Riki                      | Ana Mena                                | L'edera (Nilla Pizzi et Tonina Torrielli - 1958)                            | 22             | 21                 |
| 5     | Raphael Gualazzi          | Simona Molinari                         | E se domani (Fausto Cigliano et Gene Pitney - 1964)                         | 11             | 14                 |
| 6     | Anastasio                 | Premiata Forneria Marconi               | Spalle al muro (Renato Zero - 1991)                                         | 4              | 12                 |
| 7     | Levante                   | Francesca Michielin et Maria Antonietta | Si può dare di più (Umberto Tozzi, Gianni Morandi et Enrico Ruggeri - 1987) | 17             | 11                 |
| 8     | Alberto Urso              | Ornella Vanoni                          | La voce del silenzio (Tony Del Monaco et Dionne Warwick - 1968)             | 20             | 13                 |
| 9     | Elodie                    | Aeham Ahmad                             | Adesso tu (Eros Ramazzotti - 1986)                                          | 19             | 7                  |
| 10    | Rancore                   | Dardust et La Rappresentante di Lista   | Luce (tramonti a nord est) (Elisa - 2001)                                   | 8              | 20                 |
| 11    | Pinguini Tattici Nucleari | -                                       | Settanta volte (Medley)                                                     | 3              | 5                  |
| 12    | Enrico Nigiotti           | Simone Cristicchi                       | Ti regalerò una rosa (Simone Cristicchi - 2007)                             | 12             | 16                 |
| 13    | Giordana Angi             | Solis String Quartet                    | La nevicata del '56 (Mia Martini - 1990)                                    | 18             | 17                 |
| 14    | Le Vibrazioni             | Canova                                  | Un'emozione da poco (Anna Oxa - 1978)                                       | 6              | 2                  |
| 15    | Diodato                   | Nina Zilli                              | 24 mila baci (Adriano Celentano et Little Tony - 1961)                      | 5              | 6                  |
| 16    | Tosca                     | Silvia Pérez Cruz                       | Piazza Grande (Lucio Dalla - 1972)                                          | 1              | 4                  |
| 17    | Rita Pavone               | Amedeo Minghi                           | 1950 (Amedeo Minghi - 1983)                                                 | 13             | 19                 |
| 18    | Achille Lauro             | Annalisa                                | Gli uomini non cambiano (Mia Martini - 1992)                                | 16             | 18                 |
| 19    | Bugo e Morgan             | -                                       | Canzone per te (Sergio Endrigo et Roberto Carlos - 1968)                    | 24             | 24                 |
| 20    | Irene Grandi              | Bobo Rondelli                           | La musica è finita (Ornella Vanoni et Mario Guarnera (it) - 1967)           | 14             | 9                  |
| 21    | Piero Pelù                | -                                       | Cuore matto (Little Tony et Mario Zelinotti (it) - 1967)                    | 2              | 3                  |
| 22    | Paolo Jannacci            | Francesco Mandelli e Daniele Moretto    | Se me lo dicevi prima (Enzo Jannacci - 1989)                                | 7              | 15                 |
| 23    | Elettra Lamborghini       | Myss Keta                               | Non succederà più (Claudia Mori - 1982)                                     | 23             | 22                 |
| 24    | Francesco Gabbani         | -                                       | L'italiano (Toto Cutugno - 1983)                                            | 8              | 1                  |

### Quatrième soirée

#### Campioni
Dans la catégorie Campioni, les vingt-quatre participants se produisent avec leur chanson. Lors de cette soirée, seule la salle de presse vote. Le vote de la 4e soirée est cumulé aux votes des soirées précédentes pour donner un classement général.
- Disqualification

| Ordre | Artiste                   | Chanson                      | Vote 4e soirée | Classement général |
| Ordre | Artiste                   | Chanson                      | Place          | Place              |
| ----- | ------------------------- | ---------------------------- | -------------- | ------------------ |
| 1     | Paolo Jannacci            | Voglio parlarti adesso       | 13             | 14                 |
| 2     | Rancore                   | Eden                         | 7              | 9                  |
| 3     | Giordana Angi             | Come mia madre               | 19             | 19                 |
| 4     | Francesco Gabbani         | Viceversa                    | 2              | 2                  |
| 5     | Raphael Gualazzi          | Carioca                      | 12             | 12                 |
| 6     | Pinguini Tattici Nucleari | Ringo Starr                  | 3              | 4                  |
| 7     | Anastasio                 | Rosso di rabbia              | 11             | 10                 |
| 8     | Elodie                    | Andromeda                    | 8              | 7                  |
| 9     | Riki                      | Lo sappiamo entrambi         | 22             | 22                 |
| 10    | Diodato                   | Fai rumore                   | 1              | 1                  |
| 11    | Irene Grandi              | Finalmente io                | 10             | 8                  |
| 12    | Achille Lauro             | Me ne frego                  | 9              | 11                 |
| 13    | Piero Pelù                | Gigante                      | 5              | 5                  |
| 14    | Tosca                     | Ho amato tutto               | 6              | 6                  |
| 15    | Michele Zarrillo          | Nell'estasi o nel fango      | 20             | 17                 |
| 16    | Junior Cally              | No grazie                    | 17             | 23                 |
| 17    | Le Vibrazioni             | Dov'è                        | 4              | 3                  |
| 18    | Alberto Urso              | Il sole ad est               | 23             | 18                 |
| 19    | Levante                   | Tikibombom                   | 15             | 13                 |
| 20    | Bugo et Morgan            | Sincero                      | Disqualifiés   | -                  |
| 21    | Rita Pavone               | Niente (Resilienza 74)       | 14             | 16                 |
| 22    | Enrico Nigiotti           | Baciami adesso               | 21             | 20                 |
| 23    | Elettra Lamborghini       | Musica (e il resto scompare) | 18             | 21                 |
| 24    | Marco Masini              | Il confronto                 | 16             | 15                 |

#### Nuove Proposte
Lors de cette soirée ont lieu les demi-finales et la finale de la catégorie Nuove Proposte. Dans un premier temps les quatre artistes restants de la catégorie interprètent leur chanson lors de cette soirée, répartis en deux duels. Les vainqueurs de chaque duels se qualifient pour la finale, un ultime duel, au terme duquel le vainqueur de la catégorie est désigné. Les différents votes sont constitués pour 33 % du vote du jury démoscopique, pour 33 % du vote de la salle de presse et pour 34 % du télévote.
- Qualifiés pour la finale
- Vainqueur

| Duel | Artiste        | Chanson           | Vote                     | Vote                   | Vote            | Vote    |
| Duel | Artiste        | Chanson           | Jury démoscopique (33 %) | Salle de presse (33 %) | Télévote (34 %) | Moyenne |
| ---- | -------------- | ----------------- | ------------------------ | ---------------------- | --------------- | ------- |
| I    | Tecla          | 8 marzo           | 50,03 %                  | 50,97 %                | 65,59 %         | 55,63 % |
| I    | Marco Sentieri | Billy Blu         | 49,97 %                  | 49,03 %                | 34,41 %         | 44,37 % |
| II   | Leo Gassmann   | Vai bene così     | 51,68 %                  | 52,03 %                | 46,84 %         | 50,15 % |
| II   | Fasma          | Per sentirmi vivo | 48,32 %                  | 47,97 %                | 53,16 %         | 49,85 % |

| Duel | Artiste       | Chanson       | Vote                     | Vote                   | Vote            | Vote    |
| Duel | Artiste       | Chanson       | Jury démoscopique (33 %) | Salle de presse (33 %) | Télévote (34 %) | Moyenne |
| ---- | ------------- | ------------- | ------------------------ | ---------------------- | --------------- | ------- |
| 1    | Tecla Insolia | 8 marzo       | 49,25 %                  | 43,57 %                | 49,76 %         | 47,55 % |
| 2    | Leo Gassmann  | Vai bene così | 50,75 %                  | 56,43 %                | 50,24 %         | 52,45 % |

### Cinquième soirée
Cette soirée constitue la finale de la catégorie Campioni. Elle se divise en deux. D'abord, les vingt-trois artistes encore en lice interprètent leur chanson puis un premier vote a lieu. Les trois meilleurs classés de ce premier vote sont ensuite soumis au vote une seconde fois. Le vainqueur du second tour de vote est déclaré vainqueur du Festival. Les différents votes sont constitués pour 33 % du vote du jury démoscopique, pour 33 % du vote de la salle de presse et pour 34 % du télévote et seront cumulés aux votes des soirées précédentes pour donner une moyenne cumulée.
- Chanson qualifiée pour le second tour
- Vainqueur

| Ordre | Artiste                   | Chanson                      | Vote 5e soirée           | Vote 5e soirée         | Vote 5e soirée  | Vote 5e soirée          | Vote 5e soirée | Classement général | Classement général |
| Ordre | Artiste                   | Chanson                      | Jury démoscopique (33 %) | Salle de presse (33 %) | Télévote (34 %) | Moyenne du premier tour | Place          | Pourcentage        | Place              |
| ----- | ------------------------- | ---------------------------- | ------------------------ | ---------------------- | --------------- | ----------------------- | -------------- | ------------------ | ------------------ |
| 1     | Michele Zarrillo          | Nell'estasi o nel fango      | 2,75 %                   | 1,46 %                 | 1,31 %          | 1,83 %                  | 18             | 2,96 %             | 18                 |
| 2     | Elodie                    | Andromeda                    | 7,00 %                   | 7,14 %                 | 4,17 %          | 6,09 %                  | 7              | 5,12 %             | 7                  |
| 3     | Enrico Nigiotti           | Baciami adesso               | 2,26 %                   | 1,03 %                 | 1,40 %          | 1,56 %                  | 20             | 2,63 %             | 19                 |
| 4     | Irene Grandi              | Finalmente io                | 5,11 %                   | 3,74 %                 | 2,33 %          | 3,71 %                  | 10             | 4,19 %             | 9                  |
| 5     | Alberto Urso              | Il sole ad est               | 3,43 %                   | 0,99 %                 | 11,43 %         | 5,34 %                  | 8              | 3,67 %             | 14                 |
| 6     | Diodato                   | Fai rumore                   | 9,38 %                   | 21,88 %                | 9,08 %          | 13,40 %                 | 1              | 10,04 %            | 1                  |
| 7     | Marco Masini              | Il confronto                 | 3,54 %                   | 1,93 %                 | 2,86 %          | 2,78 %                  | 14             | 3,60 %             | 16                 |
| 8     | Piero Pelù                | Gigante                      | 7,82 %                   | 5,44 %                 | 6,72 %          | 6,66 %                  | 4              | 5,96 %             | 6                  |
| 9     | Levante                   | Tikibombom                   | 3,65 %                   | 3,04 %                 | 2,66 %          | 3,11 %                  | 12             | 3,76 %             | 12                 |
| 10    | Pinguini Tattici Nucleari | Ringo Starr                  | 7,74 %                   | 6,03 %                 | 11,42 %         | 8,43 %                  | 3              | 6,53 %             | 3                  |
| 11    | Achille Lauro             | Me ne frego                  | 4,22 %                   | 5,05 %                 | 9,37 %          | 6,25 %                  | 6              | 4,57 %             | 8                  |
| 12    | Junior Cally              | No grazie                    | 1,40 %                   | 1,74 %                 | 1,46 %          | 1,53 %                  | 21             | 2,26 %             | 22                 |
| 13    | Raphael Gualazzi          | Carioca                      | 3,90 %                   | 3,94 %                 | 1,73 %          | 3,18 %                  | 11             | 3,78 %             | 11                 |
| 14    | Tosca                     | Ho amato tutto               | 5,22 %                   | 6,36 %                 | 2,41 %          | 4,64 %                  | 9              | 5,23 %             | 6                  |
| 15    | Francesco Gabbani         | Viceversa                    | 9,78 %                   | 10,30 %                | 14,75 %         | 11,64 %                 | 2              | 8,06 %             | 2                  |
| 16    | Rita Pavone               | Niente (Resilienza 74)       | 2,28 %                   | 2,20 %                 | 1,36 %          | 1,94 %                  | 17             | 3,19 %             | 17                 |
| 17    | Le Vibrazioni             | Dov'è                        | 8,75 %                   | 5,64 %                 | 4,63 %          | 6,32 %                  | 5              | 6,06 %             | 4                  |
| 18    | Anastasio                 | Rosso di rabbia              | 3,03 %                   | 2,32 %                 | 2,17 %          | 2,50 %                  | 15             | 3,72 %             | 13                 |
| 19    | Riki                      | Lo sappiamo entrambi         | 1,53 %                   | 0,45 %                 | 1,77 %          | 1,26 %                  | 23             | 2,22 %             | 23                 |
| 20    | Giordana Angi             | Come mia madre               | 1,42 %                   | 0,55 %                 | 1,80 %          | 1,26 %                  | 22             | 2,59 %             | 20                 |
| 21    | Paolo Jannacci            | Voglio parlarti adesso       | 2,18 %                   | 2,20 %                 | 0,45 %          | 1,60 %                  | 19             | 3,31 %             | 16                 |
| 22    | Elettra Lamborghini       | Musica (e il resto scompare) | 1,78 %                   | 2,03 %                 | 2,25 %          | 2,02 %                  | 16             | 2,57 %             | 21                 |
| 23    | Rancore                   | Eden                         | 1,83 %                   | 4,54 %                 | 2,46 %          | 2,94 %                  | 13             | 3,96 %             | 10                 |

| Ordre | Artiste                   | Chanson     | Vote finale à trois      | Vote finale à trois    | Vote finale à trois | Classement général | Classement général |
| Ordre | Artiste                   | Chanson     | Jury démoscopique (33 %) | Salle de presse (33 %) | Télévote (34 %)     | Pourcentage        | Place              |
| ----- | ------------------------- | ----------- | ------------------------ | ---------------------- | ------------------- | ------------------ | ------------------ |
| 1     | Diodato                   | Fai rumore  | 36,33 %                  | 57,9710 %              | 23,93 %             | 39,26 %            | 1                  |
| 2     | Francesco Gabbani         | Viceversa   | 38,67 %                  | 24,1546 %              | 38,85 %             | 33,94 %            | 2                  |
| 3     | Pinguini Tattici Nucleari | Ringo Starr | 25,00 %                  | 17,8744 %              | 37,21 %             | 26,80 %            | 3                  |

## Audiences
| Soirée | Date           | 1re partie      | 1re partie | 2de partie      | 2de partie | Moyenne         | Moyenne | Références |
| Soirée | Date           | Télespectateurs | PDM        | Télespectateurs | PDM        | Télespectateurs | PDM     | Références |
| ------ | -------------- | --------------- | ---------- | --------------- | ---------- | --------------- | ------- | ---------- |
| I      | 4 février 2020 | 12 480 000      | 51,24 %    | 5 698 000       | 56,22 %    | 10 058 000      | 52,20 % | .          |
| II     | 5 février 2020 | 12 841 000      | 52,50 %    | 5 451 000       | 56,14 %    | 9 693 000       | 53,30 % | .          |
| III    | 6 février 2020 | 13 533 000      | 53,62 %    | 5 636 000       | 57,17 %    | 9 836 000       | 54,50 % | .          |
| IV     | 7 février 2020 | 12 674 000      | 52,30 %    | 5 795 000       | 56,00 %    | 9 504 000       | 53,30 % | .          |
| Finale | 8 février 2020 | 13 638 000      | 56,80 %    | 8 969 000       | 68,80 %    | 11 477 000      | 60,60 % | .          |

## À l'Eurovision
Lors de la conférence de presse suivant sa victoire, Diodato a annoncé qu'il représenterait l'Italie au Concours Eurovision de la chanson 2020 avec sa chanson Fai rumore. L'Italie faisant partie du Big Five, il est automatiquement qualifié pour la finale du 16 mai 2020.
Cependant, le 18 mars 2020, l'annulation du Concours Eurovision 2020 en raison de la pandémie de Covid-19 est annoncée.